# Victor Marius Bech
Victor Marius Bech, né le 16 mars 1891 à Toulon et mort le 22 mai 1979 à Clamart, est un administrateur colonial français.

## Biographie
Il exerce les fonctions de gouverneur général de Madagascar du 30 septembre 1942 au 7 janvier 1943.